# Torre de la Mina Pública i font de les Quatre Cantonades
La torre de la Mina Pública i font de les Quatre Cantonades és una construcció del centre de Terrassa (Vallès Occidental), protegida com a bé cultural d'interès local.

## Descripció
Es tracta d'una torre de repartiment d'aigua situada originàriament a la cantonada de les carreteres de Rubí i Montcada, adossada a una mitgera d'habitatge, amb una font a la part inferior, de cos quadrangular damunt d'una base graonada i amb coronament de doble cornisa emmerletada i coberta de pavelló. Està recoberta amb escates ceràmiques policromes, decoració que també apareix a les cornises d'enllaç amb la font interior.

## Història

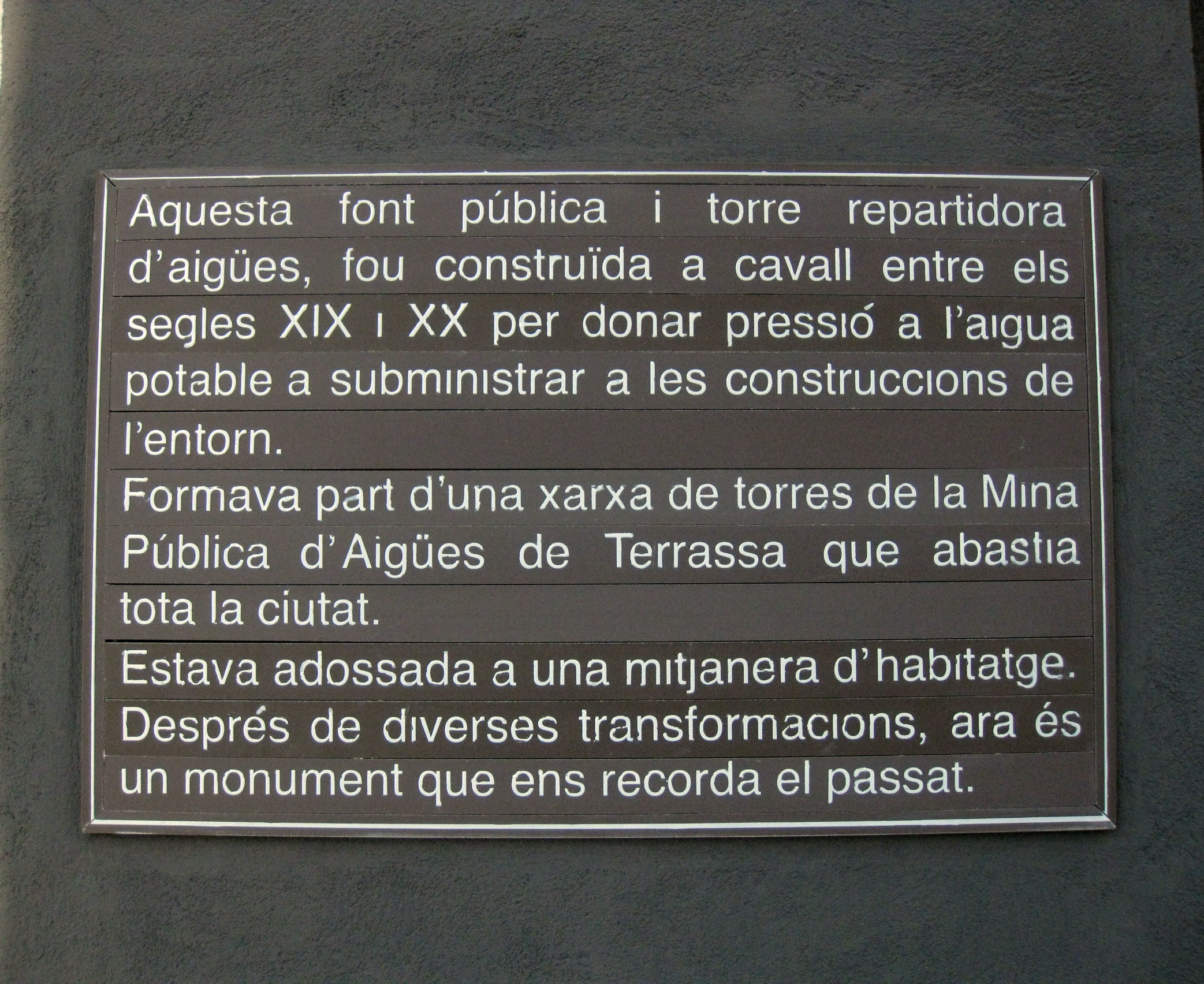
Placa explicativa col·locada a la part posterior de la torre

Fou construïda a cavall entre els segles xix i xx per donar pressió a l'aigua potable que havia d'abastir els habitatges de l'entorn. Abans estava adossada a un edifici del començament de la carretera de Rubí, però en construir-se els nous pisos que ara hi ha a l'antiga localització fou recol·locada a la cruïlla de les carreteres, exempta.
D'aquesta mena de repartidors en forma de torre de la Mina Pública d'Aigües de Terrassa n'hi havia també tota una sèrie d'escampats per la ciutat, però la major part han desaparegut.
Actualment només en queden dos exemples més: una torre d'aigua adossada a la Clínica del Remei, a la plaça del Doctor Robert, i una altra a la cruïlla dels carrers del Col·legi i de Vallhonrat, adossada també a un edifici.